# Deštnice
Deštnice är en ort i Tjeckien.   Den ligger i regionen Ústí nad Labem, i den nordvästra delen av landet, 60 km väster om huvudstaden Prag. Deštnice ligger 348 meter över havet och antalet invånare är 182.
Terrängen runt Deštnice är platt åt sydväst, men åt nordost är den kuperad. Runt Deštnice är det ganska tätbefolkat, med 65 invånare per kvadratkilometer. Närmaste större samhälle är Žatec, 11,6 km norr om Deštnice. Trakten runt Deštnice består till största delen av jordbruksmark.